# Riquilda de Polonia, reina de Suecia
Riquilda de Polonia (en polaco Ryksa Bolesławówna, en sueco Rikissa Burislevsdotter) (1116 - década de 1150). Princesa polaca, hija del rey Boleslao III el Bocatorcida y de Salomé de Berg. Por sus tres matrimonios fue sucesivamente princesa de Dinamarca, gran princesa de Minsk y reina consorte de Suecia, esposa de Magnus Nilsson de Dinamarca, de Volodar de Minsk y de Sverker I, respectivamente. 

## Biografía
El padre de Riquilda decidió casarla con Magnus Nilsson de Dinamarca, el hijo del rey danés Nicolás I. Magnus aspiraba llegar a ser el heredero del reino, además de que era pretendiente al trono sueco por herencia materna. Fue elegido rey en la provincia sueca de Västergötland, y desde ahí comenzaría a gobernar en 1125. El matrimonio se celebró en 1127.
Magnus y Riquilda fueron expulsados de Suecia en 1130 por Sverker I, y sus ambiciones en Dinamarca terminaron en 1134, cuando cayó en combate durante la guerra civil contra Erik Emune. Fracasado el intento de convertirla en reina de Dinamarca, los planes del padre de Riquida lo llevaron a comprometerla con el príncipe ruso Volodar de Minsk, de origen escandinavo. La boda se llevó a cabo el 18 de junio de 1136. Volodar obtuvo el apoyo polaco contra sus enemigos políticos, pero tras derrotarlos, se separó de Riquilda en la década de 1140. De ese matrimonio nació Sofía de Minsk.
El destino la llevaría nuevamente a Suecia, cuyo rey Sverker I, enemigo de su primer marido, había enviudado de su primera esposa, Ulvhild Håkonsdatter, y decidió pedirla en matrimonio. Riquilda llegó a Suecia en compañía de su hija, y de su matrimonio con Sverker tendría un hijo: Boleslao, quien llegaría a ser pretendiente al trono sueco.
En 1151, Canuto, el hijo de Riquilda y Magnus Nilsson, llegó a Suecia escapando de una guerra con Svend Gratte por la sucesión al trono de Dinamarca tras la abdicación de Erik II. El matrimonio con Sverker le dio a Riquilda la posibilidad de ayudar a su hijo. Así, influyó para que Canuto se casara con una hija de Sverker en 1156.
Con la ayuda de Sverker, Canuto logró derrotar a Svend y acceder al trono danés de manera conjunta a su aliado Valdemar I. La alianza con Valdemar se concretó dándole Riquilda en matrimonio a su hija Sofía.
Sverker, el tercer marido de Riquilda, fue asesinado en 1156. Tras ese acontecimiento, la reina viuda acompañó a su hija a Dinamarca, donde terminaría su tormentosa vida pocos años después.

## Familia
De su matrimonio en 1127 con Magnus Nilsson de Dinamarca tuvo un solo hijo:
1. Canuto (fallecido en 1157), Rey de Dinamarca.

En segundas nupcias en 1135, con el gran duque Volodar de Minsk tuvo tres hijos, sólo se sabe el nombre de una:
1. Sofía (alrededor de 1140-1198). Reina consorte de Dinamarca, esposa de Valdemar I.

Casada por tercera vez cerca de 1148 con Sverker I de Suecia, tuvo un hijo varón:
1. Boleslao. Pretendiente al trono de Suecia.